# Earias luteolaria
Earias luteolaria är en fjärilsart som beskrevs av George Francis Hampson 1891. Earias luteolaria ingår i släktet Earias och familjen trågspinnare. Inga underarter finns listade i Catalogue of Life.